# بیلی (آذربایجان)
بیلی (به لاتین: Bili) یک منطقه مسکونی در جمهوری آذربایجان است که در شهرستان آستارا و در دهیاری مرزسه واقع شده‌است.

## ریشه واژه
بیل در زبان تالشی به‌معنای باتلاق یا مرداب است و معنای آن به صورت روستای باتلاقی است.